# Ammophila marshi
Ammophila marshi är en biart som beskrevs av Menke 1964. Ammophila marshi ingår i släktet Ammophila och familjen grävsteklar. Inga underarter finns listade i Catalogue of Life.